# National Board of Review Award ai migliori film indipendenti
La National Board Review Award Top Ten Independent Films è una lista dei migliori dieci film indipendenti dell'anno, selezionati dai membri del National Board of Review of Motion Pictures. Questa lista nasce nel 2006.

## Albo d'oro

### Anni 2000
- 2006
  - Una parola per un sogno (Akeelah and the Bee), regia di Doug Atchison
  - The Illusionist - L'illusionista (The Illusionist), regia di Neil Burger
  - Lonesome Jim, regia di Steve Buscemi
  - Sherrybaby, regia di Laurie Collyer
  - Bobby, regia di Emilio Estevez
  - Half Nelson, regia di Ryan Fleck
  - Io e Beethoven (Copying Beethoven), regia di Agnieszka Holland
  - Guida per riconoscere i tuoi santi (A Guide To Recognizing Your Saints), regia di Dito Montiel
  - Catch a Fire, regia di Phillip Noyce
  - Thank You for Smoking, regia di Jason Reitman
  - 10 cose di noi (10 Items Or Less), regia di Brad Silberling
- 2007
  - Once, regia di John Carney
  - Nella valle di Elah (In the Valley of Elah), regia di Paul Haggis
  - La famiglia Savage (The Savages), regia di Tamara Jenkins
  - Il destino nel nome - The Namesake (The Namesake), regia di Mira Nair
  - Away from Her - Lontano da lei (Away From Her), regia di Sarah Polley
  - Honeydripper, regia di John Sayles
  - Waitress - Ricette d'amore (Waitress), regia di Adrienne Shelly
  - Starting Out in the Evening, regia di Andrew Wagner
  - A Mighty Heart - Un cuore grande (A Mighty Heart), regia di Michael Winterbottom
  - Great World of Sound, regia di Craig Zobel
- 2008
  - Vicky Cristina Barcelona, regia di Woody Allen
  - Rachel sta per sposarsi (Rachel Getting Married), regia di Jonathan Demme
  - Snow Angels, regia di David Gordon Green
  - In Search of a Midnight Kiss, regia di Alex Holdridge
  - Frozen River - Fiume di ghiaccio (Frozen River), regia di Courtney Hunt
  - Son of Rambow - Il figlio di Rambo (Son of Rambow), regia di Garth Jennings
  - Hallam Foe, regia di David Mackenzie
  - L'ospite inatteso (The Visitor), regia di Thomas McCarthy
  - In Bruges - La coscienza dell'assassino (In Bruges), regia di Martin McDonagh
  - Wendy and Lucy, regia di Kelly Reichardt
- 2009
  - Goodbye Solo, regia di Ramin Bahrani
  - District 9, regia di Neill Blomkamp
  - Sugar, regia di Anna Boden e Ryan Fleck
  - Amreeka, regia di Cherien Dabis
  - Two Lovers, regia di James Gray
  - In the Loop, regia di Armando Iannucci
  - Moon, regia di Duncan Jones
  - Me and Orson Welles, regia di Richard Linklater
  - Humpday - Un mercoledì da sballo, regia di Lynn Shelton
  - Julia, regia di Érick Zonca

### Anni 2010
- 2010
  - Animal Kingdom, regia di David Michôd
  - Buried - Sepolto (Buried), regia di Rodrigo Cortés
  - Fish Tank, regia di Andrea Arnold
  - L'uomo nell'ombra (The Ghost Writer), regia di Roman Polański
  - Lo stravagante mondo di Greenberg (Greenberg), regia di Noah Baumbach
  - Blood Story (Let Me In), regia di Matt Reeves
  - Monsters, regia di Gareth Edwards
  - Please Give, regia di Nicole Holofcener
  - Somewhere, regia di Sofia Coppola
  - Youth in Revolt, regia di Miguel Arteta
- 2011[1]
  - 50 e 50 (50/50), regia di Jonathan Levine
  - Another Earth, regia di Mike Cahill
  - Beginners, regia di Mike Mills
  - Per una vita migliore (A Better Life), regia di Chris Weitz
  - Benvenuti a Cedar Rapids (Cedar Rapids), regia di Miguel Arteta
  - Margin Call, regia di J. C. Chandor
  - Shame, regia di Steve McQueen
  - Take Shelter, regia di Jeff Nichols
  - ...e ora parliamo di Kevin (We Need To Talk About Kevin), regia di Lynne Ramsay
  - Mosse vincenti (Win Win), regia di Thomas McCarthy
- 2012[2]
  - La frode (Arbitrage), regia di Nicholas Jarecki (2012)
  - Bernie, regia di Richard Linklater
  - Compliance, regia di Craig Zobel
  - End of Watch - Tolleranza zero (End of Watch), regia di David Ayer
  - Hello I Must Be Going, regia di Todd Louiso
  - Little Birds, regia di Elgin James
  - Moonrise Kingdom - Una fuga d'amore (Moonrise Kingdom), regia di Wes Anderson
  - On the Road, regia di Walter Salles
  - Quartet, regia di Dustin Hoffman
  - Sleepwalk with Me, regia di Mike Birbiglia e Seth Barrish
- 2013[2]
  - Senza santi in paradiso (Ain't Them Bodies Saints), regia di David Lowery
  - Dallas Buyers Club, regia di Jean-Marc Vallée
  - In a World..., regia di Lake Bell
  - Mother of George, regia di Andrew Dosunmu
  - Much Ado About Nothing, regia di Joss Whedon
  - Mud, regia di Jeff Nichols
  - Come un tuono (The Place Beyond the Pines), regia di Derek Cianfrance
  - Short Term 12, regia di Destin Cretton
  - Killer in viaggio (Sightseers), regia di Ben Wheatley
  - The Spectacular Now, regia di James Ponsoldt
- 2014[3]
  - Blue Ruin, regia di Jeremy Saulnier
  - Locke, regia di Steven Knight
  - La spia - A Most Wanted Man (A Most Wanted Man), regia di Anton Corbijn
  - Turner (Mr. Turner), regia di Mike Leigh
  - Obvious Child, regia di Gillian Robespierre
  - Uniti per sempre (The Skeleton Twins), regia di Craig Johnson
  - Snowpiercer, regia di Bong Joon-ho
  - Stand Clear of the Closing Doors, regia di Sam Fleischner
  - Starred Up, regia di David Mackenzie
  - Still Alice, regia di Richard Glatzer e Wash Westmoreland
- 2015[4]
  - '71
  - 45 anni (45 Years)
  - Cop Car
  - Ex Machina
  - Grandma
  - It Follows
  - James White
  - Mississippi Grind
  - Welcome to Me
  - Giovani si diventa (While We're Young)
- 2016[5]
  - Le donne della mia vita (20th Century Women)
  - Captain Fantastic
  - Creative Control
  - Il diritto di uccidere (Eye in the Sky)
  - The Fits
  - Green Room
  - Hello, My Name Is Doris
  - Krisha
  - Morris from America
  - Sing Street
- 2017[5]
  - Beatriz at Dinner, regia di Miguel Arteta
  - Brigsby Bear, regia di Dave McCary
  - Storia di un fantasma (A Ghost Story), regia di David Lowery
  - Lady Macbeth, regia di William Oldroyd
  - La truffa dei Logan (Logan Lucky), regia di Steven Soderbergh
  - Loving Vincent, regia di Dorota Kobiela e Hugh Welchman
  - Menashe, regia di Joshua Z. Weinstein
  - L'incredibile vita di Norman (Norman: The Moderate Rise and Tragic Fall of a New York Fixer), regia di Joseph Cedar
  - Patti Cake$, regia di Geremy Jasper
  - I segreti di Wind River (Wind River), regia di Taylor Sheridan
- 2018[6]
  - Morto Stalin, se ne fa un altro (The Death of Stalin)
  - Charley Thompson
  - Senza lasciare traccia (Leave No Trace)
  - Mid90s
  - The Old Man & the Gun
  - The Rider - Il sogno di un cowboy (The Rider)
  - Searching
  - Sorry to Bother You
  - Quando eravamo fratelli (We the Animals)
  - A Beautiful Day - You Were Never Really Here (You Were Never Really Here)
- 2019[7]
  - The Farewell - Una bugia buona (The Farewell)
  - Give Me Liberty
  - La vita nascosta - Hidden Life (A Hidden Life)
  - Judy
  - The Last Black Man in San Francisco
  - Midsommar - Il villaggio dei dannati (Midsommar)
  - The Nightingale
  - In viaggio verso un sogno - The Peanut Butter Falcon (The Peanut Butter Falcon)
  - The Souvenir
  - A proposito di Rose (Wild Rose)

### Anni 2020
- 2020[8]
  - The Climb - La salita (The Climb), regia di Michael Angelo Covino
  - Driveways, regia di Andrew Ahn
  - Farewell Amor, regia di Ekwa Msangi
  - Miss Juneteenth, regia di Channing Godfrey Peoples
  - The Nest, regia di Sean Durkin
  - Mai raramente a volte sempre (Never Rarely Sometimes Always), regia di Eliza Hittman
  - The Outpost, regia di Rod Lurie
  - Relic, regia di Natalie Erika James
  - Saint Frances, regia di Alex Thompson
  - Wolfwalkers - Il popolo dei lupi (Wolfwalkers), regia di Tomm Moore e Ross Stewart
- 2021[9]
  - Il collezionista di carte (The Card Counter), regia di Paul Schrader
  - C'mon C'mon, regia di Mike Mills
  - CODA, regia di Sian Heder
  - Sir Gawain e il Cavaliere Verde (The Green Knight), regia di David Lowery
  - Holler, regia di Nicole Riegel
  - Jockey, regia di Clint Bentley
  - Old Henry, regia di Potsy Ponciroli
  - Pig - Il piano di Rob (Pig), regia di Michael Sarnoski
  - Shiva Baby, regia di Emma Seligman
  - The Souvenir: Part II, regia di Joanna Hogg
- 2022[9]
  - Armageddon Time - Il tempo dell'apocalisse (Armageddon Time), regia di James Gray
  - I crimini di Emily (Emily the Criminal), regia di John Patton Ford
  - The Eternal Daughter, regia di Joanna Hogg
  - Funny Pages, regia di Owen Kline
  - The Inspection, regia di Elegance Bratton
  - Living, regia di Oliver Hermanus
  - A Love Song, regia di Max Walker-Silverman
  - Nanny, regia di Nikyatu Jusu
  - Il prodigio (The Wonder), regia di Sebastián Lelio
  - To Leslie, regia di Michael Morris
- 2023[10]
  - All Dirt Roads Taste of Salt, regia di Raven Jackson
  - Estranei (All of Us Strangers), regia di Andrew Haigh
  - BlackBerry, regia di Matt Johnson
  - Earth Mama, regia di Savanah Leaf
  - Flora and Son, regia di John Carney
  - The Persian Version, regia di Maryam Keshavarz
  - Scrapper, regia di Charlotte Regan
  - Showing Up, regia di Kelly Reichardt
  - Theater Camp: Un'estate a tutto volume (Theater Camp), regia di Molly Gordon e Nick Lieberman
  - A Thousand and One, regia di A. V. Rockwell
- 2024[11][12]
  - Bird, regia di Andrea Arnold
  - A Different Man, regia di Aaron Schimberg
  - Dìdi, regia di Sean Wang
  - Ghostlight, regia di Kelly O'Sullivan e Alex Thompson
  - Good One, regia di India Donaldson
  - Hard Truths, regia di Mike Leigh
  - His Three Daughters, regia di Azazel Jacobs
  - Love Lies Bleeding, regia di Rose Glass
  - My Old Ass, regia di Megan Park
  - Thelma, regia di Josh Margolin